# 장동일 (경기도의원)
장동일(張東一, 1958년 8월 23일 ~ )은 대한민국 경기도의회 의원이다.

## 학력
- 강남대학교 사회복지학 학사
- 연세대학교 행정대학원 행정학 석사(지방자치·도시행정전공)

## 경력
- 민주당 경기도당 환경도시개발특위 위원장
- 주식회사 대양이엔지 대표이사
- 2010.07 ~ 2014.06: 제8대 경기도의회 의원
- 2014.07 ~ 2018.06: 제9대 경기도의회 의원
- 2018.07 ~ 2022.03: 제10대 경기도의회 의원
- 더불어민주당 경기도당 해양수산특별위원장

## 역대 선거 결과
|  | 57.26% |

|  | 52.41% |

|  | 70.13% |